# 5798 Burnett
5798 Burnett este un asteroid din centura principală de asteroizi.

## Descriere
5798 Burnett este un asteroid din centura principală de asteroizi. A fost descoperit pe 13 septembrie 1980 la Observatorul Palomar de Schelte J. Bus. El prezintă o orbită caracterizată de o semiaxă mare de 2,58 ua, o excentricitate de 0,10 și o înclinație de 8,7° în raport cu ecliptica.